# Julen Amézqueta
Amezqueta  Moreno est un nom espagnol. Le premier nom de famille, en général paternel, est Amezqueta ; le second, en général maternel, souvent omis, est Moreno.
Julen Amezqueta Moreno (né le 12 août 1993 à Estella-Lizarra) est un coureur cycliste espagnol.

## Biographie
En mai 2021, il se distingue dans les courses espagnoles en terminant troisième du Tour d'Andalousie, dixième du Tour des Asturies et onzième du Tour de Murcie.

## Palmarès
- 2013
  - 3e de la Subida a Gorla
- 2014
  - Clásica Ciudad de Torredonjimeno
  - 3e étape du Tour de Castellón
  - 2e de la Subida a Altzo
- 2015
  - Ereñoko Udala Sari Nagusia
  - Lazkaoko Proba
  - Mémorial Sabin Foruria
  - Santikutz Klasika
  - San Isidro Sari Nagusia
  - Tour du Portugal de l'Avenir :
    - Classement général
    - 2e étape

  - Circuito Sollube
  - 3e de la Subida a Gorla
  - 3e de l'Oñati Proba
- 2017
  - 2e étape du North Cyprus Cycling Tour
- 2021
  - 3e du Tour d'Andalousie

## Résultats sur les grands tours

### Tour d'Italie
2 participations
- 2016 : 112e
- 2017 : 99e

### Tour d'Espagne
2 participations
- 2020 : 50e
- 2021 : 43e

## Classements mondiaux
| Année                                 | 2015 | 2016  | 2017  | 2018  | 2019  | 2020  | 2021 | 2022 | 2023  | 2024  |
| ------------------------------------- | ---- | ----- | ----- | ----- | ----- | ----- | ---- | ---- | ----- | ----- |
| Classement mondial                    |      | 1269e | 1754e | 2337e | 1430e | 1023e | 231e | nc   | 2328e | 3049e |
| UCI Europe Tour                       | 261e | 1233e | 1279e | 1824e | 968e  | 794e  | 198e | nc   | nc    | nc    |
| UCI Asia Tour                         | nc   | 284e  | nc    | nc    |       |       |      |      |       |       |
| UCI America Tour                      | nc   | nc    | 395e  | nc    |       |       |      |      |       |       |
|                                       |      |       |       |       |       |       |      |      |       |       |
| Légende : nc = non classéSource : UCI |      |       |       |       |       |       |      |      |       |       |